# Бонрепо-Рике
Бонрепо́-Рике́ (фр. Bonrepos-Riquet, окс. Bonrepaus Riquet) — коммуна во Франции, находится в регионе Юг — Пиренеи. Департамент — Верхняя Гаронна. Входит в состав кантона Верфей. Округ коммуны — Тулуза.
Код INSEE коммуны — 31074.

## География
Коммуна расположена приблизительно в 580 км к югу от Парижа, в 17 км к северо-востоку от Тулузы.

## Климат
Климат умеренно-океанический. Зима мягкая и снежная, весна характеризуется сильными дождями и грозами, лето сухое и жаркое, осень солнечная. Преобладают сильные юго-восточные и северо-западные ветры.

## Население
Население коммуны на 2010 год составляло 241 человек.
| 1962 | 1968 | 1975 | 1982 | 1990 | 1999 | 2010 |
| ---- | ---- | ---- | ---- | ---- | ---- | ---- |
| 154  | 153  | 140  | 158  | 195  | 247  | 241  |

## Администрация
| Период | Период | Фамилия          | Партия | Примечания |
| ------ | ------ | ---------------- | ------ | ---------- |
| 2001   | 2014   | Жан-Поль Маронез |        |            |
| 2014   | 2020   | Филипп Сей       |        |            |

## Экономика
В 2010 году среди 178 человек трудоспособного возраста (15—64 лет) 130 были экономически активными, 48 — неактивными (показатель активности — 73,0 %, в 1999 году было 76,6 %). Из 130 активных жителей работали 124 человека (68 мужчин и 56 женщин), безработных было 6 (0 мужчин и 6 женщин). Среди 48 неактивных 16 человек были учениками или студентами, 20 — пенсионерами, 12 были неактивными по другим причинам.

## Достопримечательности
- Церковь Св. Лупа
- Замок Бонрепо[фр.] (1654 год). Исторический памятник с 2008 года[4]
- Дом Пьера-Поля Рике

## Персоналии
- Пьер-Поль Рике —  инженер, предприниматель, инициатор и строитель Лангедокского или Южного канала.

## Фотогалерея

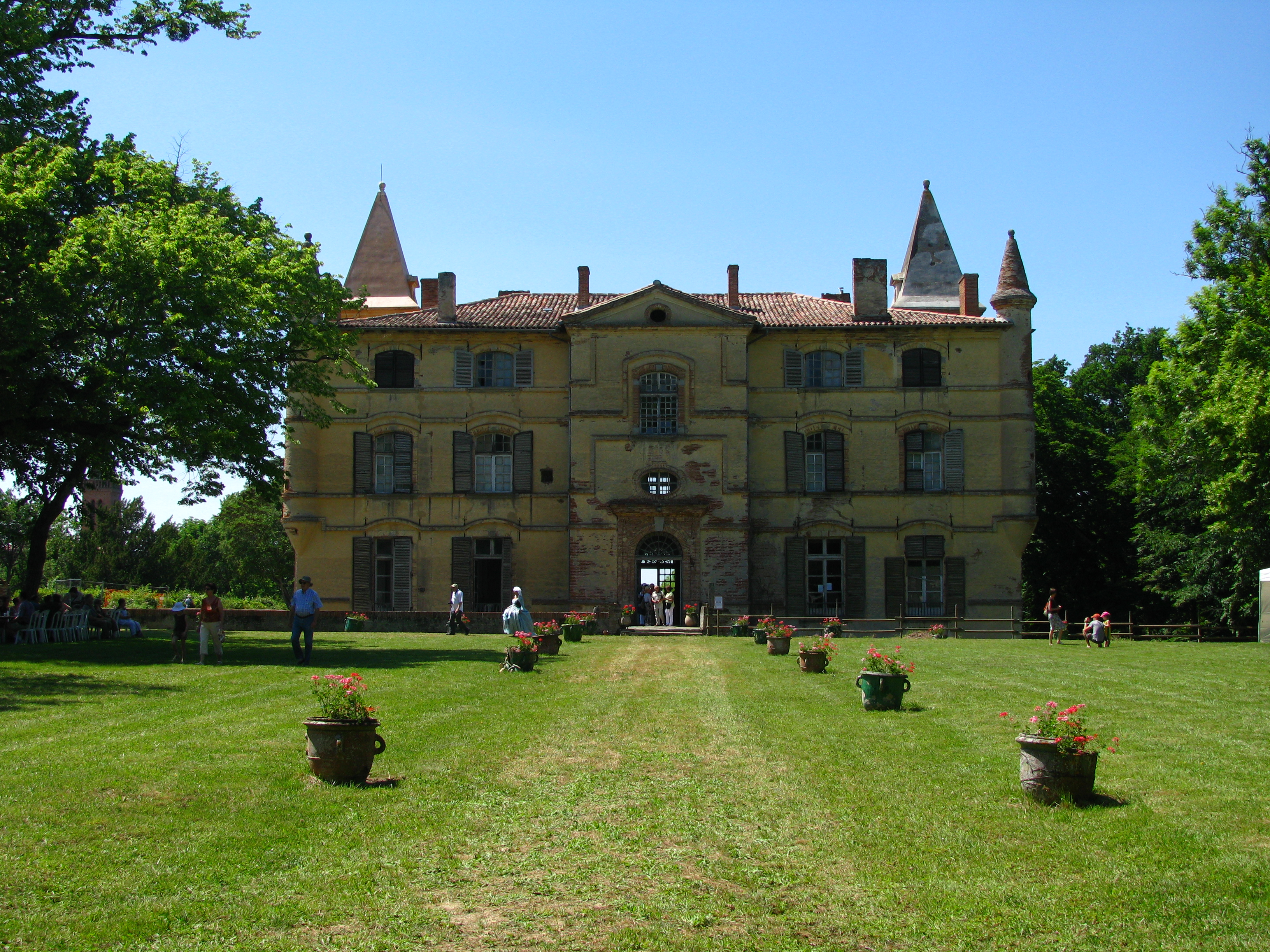
Замок Бонрепо
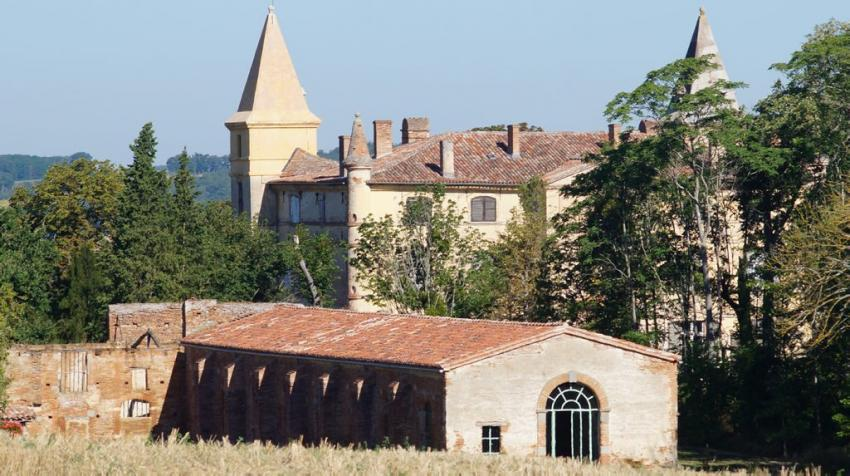
Оранжерея для апельсинов замка Бонрепо
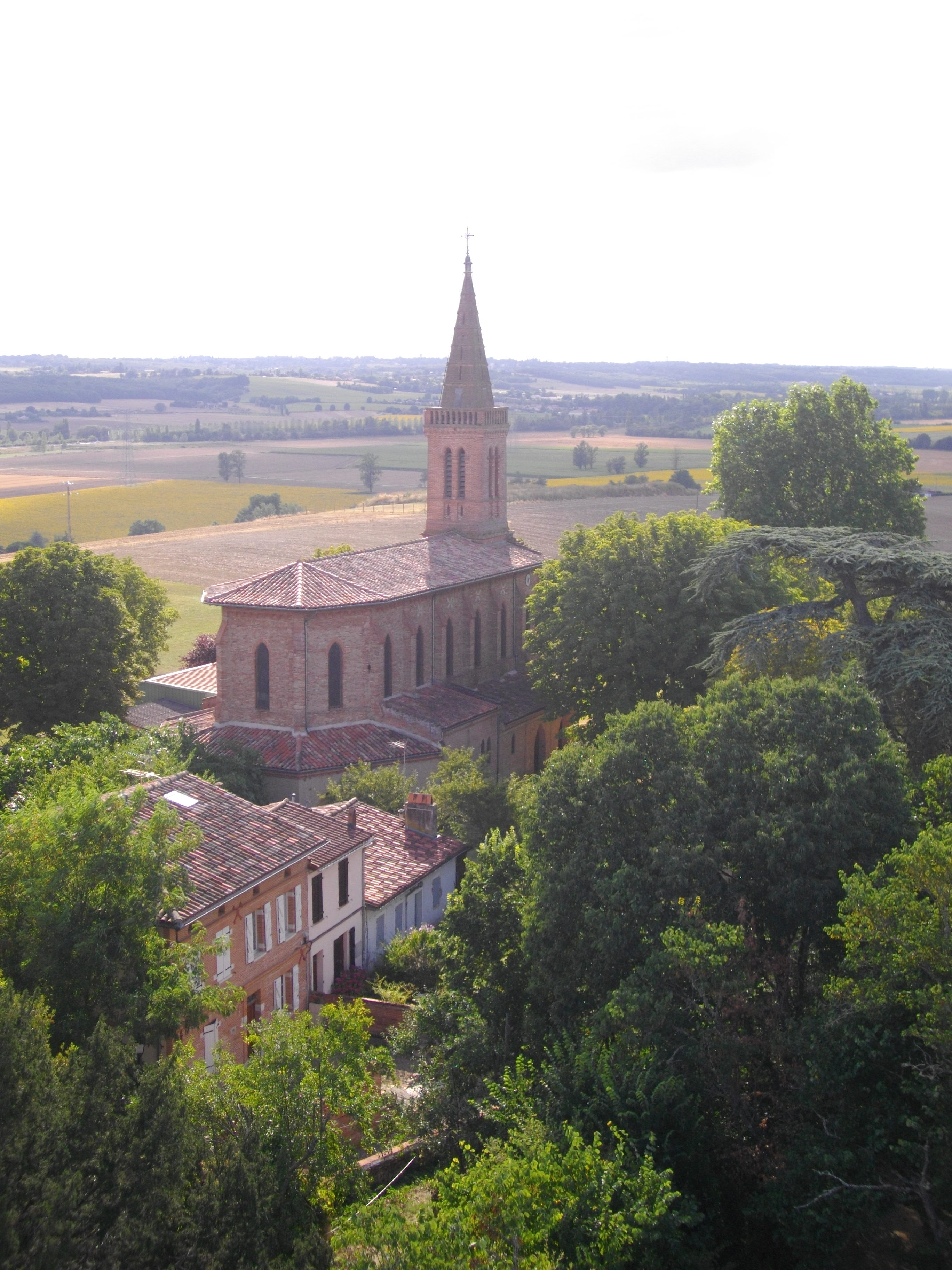
Церковь Св. Лупа
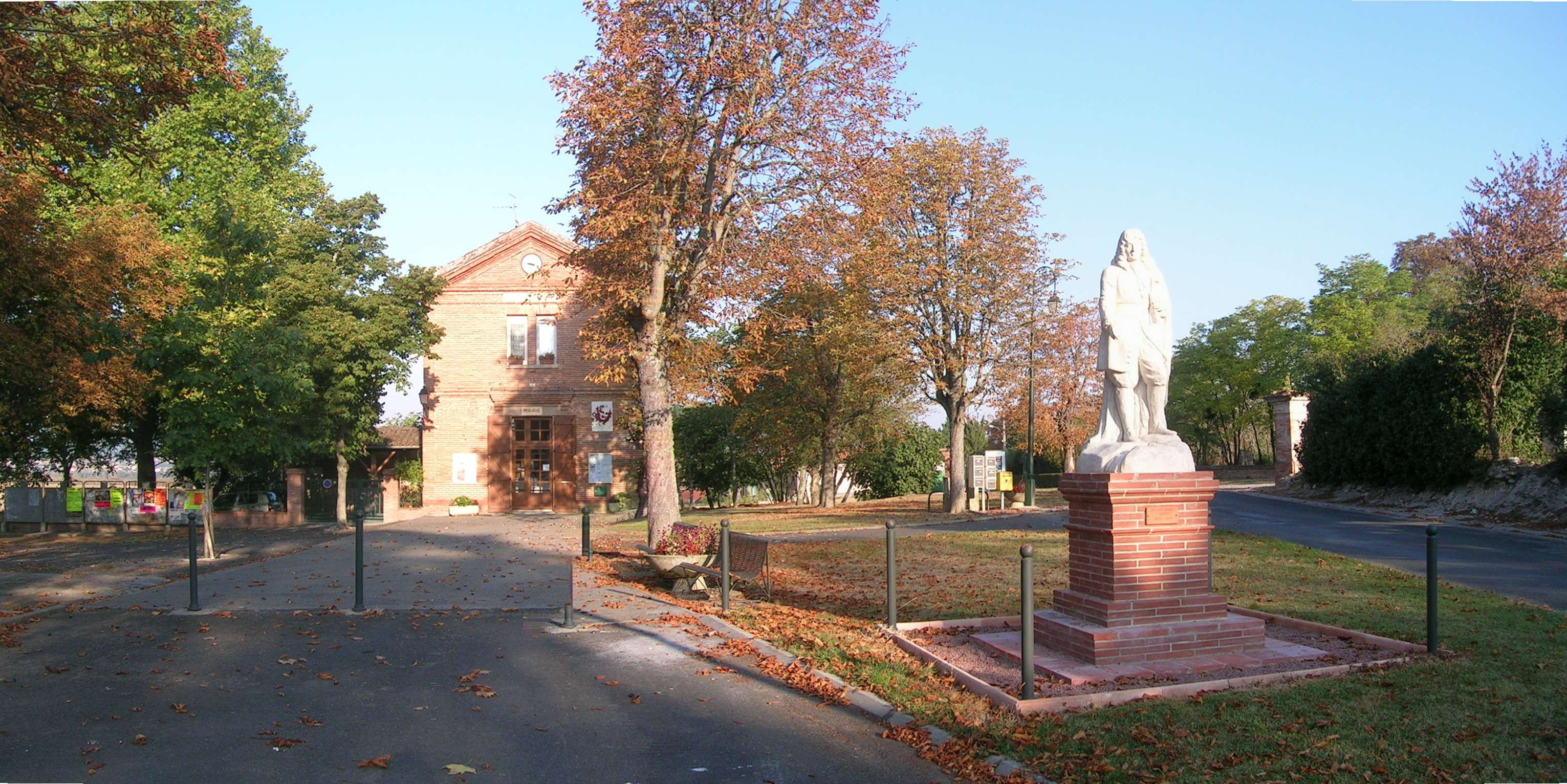
Площадь с ратушей
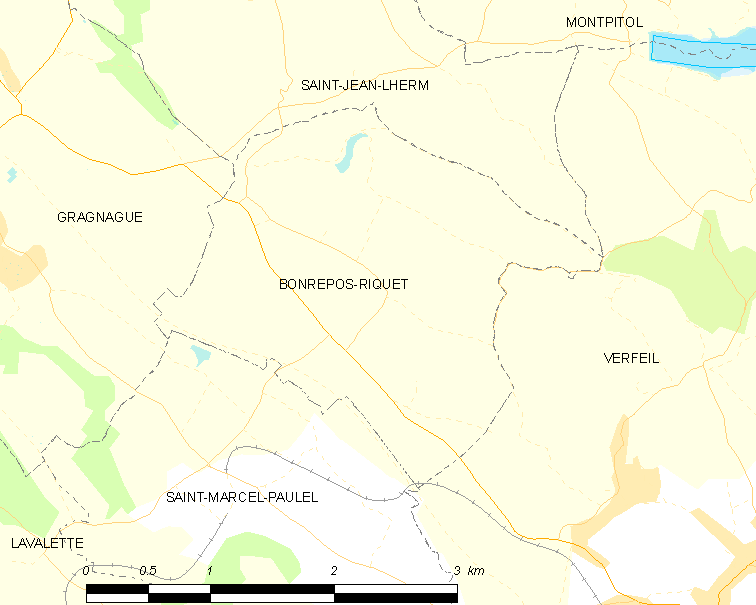
Карта коммуны